# 镍氰酸盐

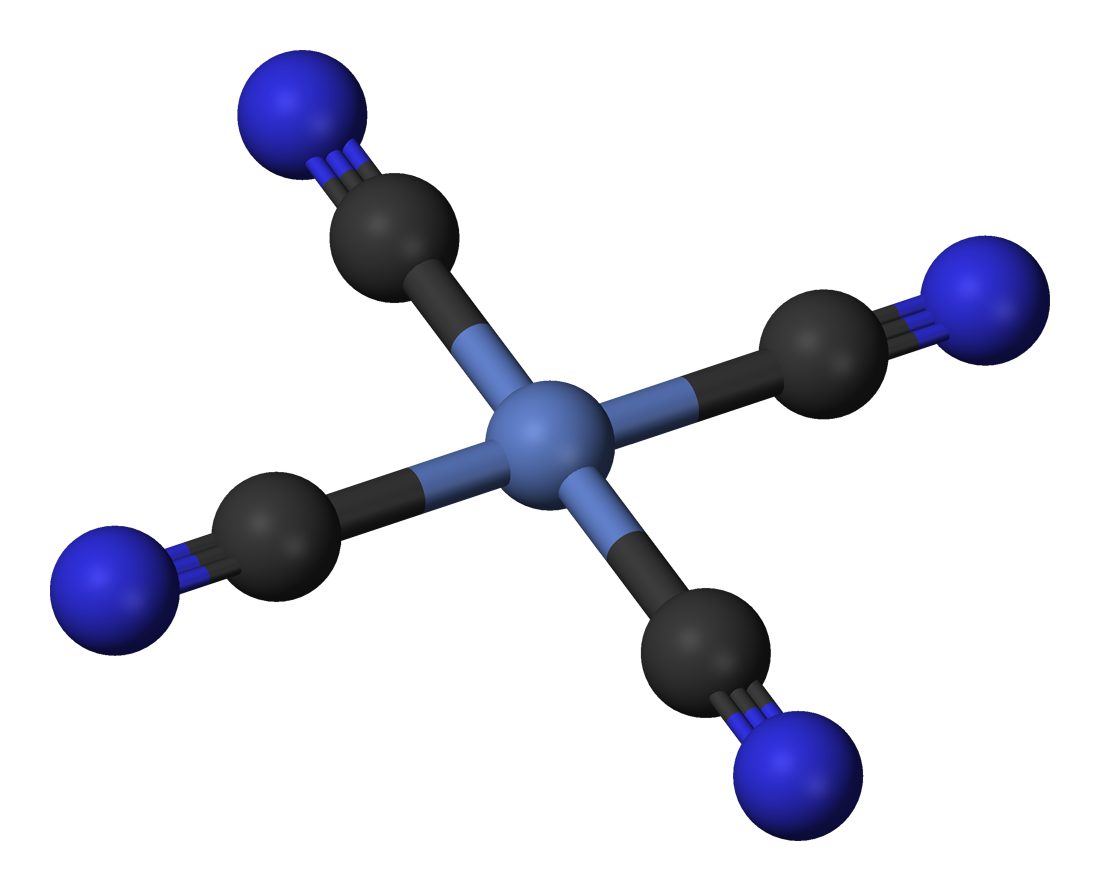
四个氰根以正方形结构排在镍氰酸根里。

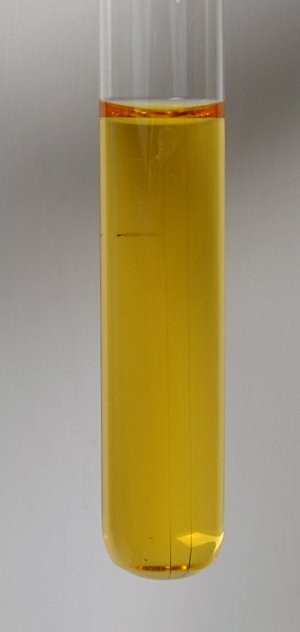
K_{2}[Ni(CN)_{4}]溶液

镍氰酸盐是一类氰配位的镍化合物。最重要的镍氰酸盐是四氰合镍(II)酸盐，它包含着[Ni(CN)4]2−阴离子。它可以存在于溶液中或固体中。该配离子具有围绕中心镍离子排列成正方形的氰根。离子的对称性为D4h。从镍原子到碳的距离为1.87Å，碳-氮距离为1.16Å。四氰合镍酸根可以在溶液中被电化学氧化为四氰合镍(III)酸根[Ni(CN)4]−。[Ni(CN)4]−不稳定，其中的Ni(III)可以将CN-氧化为OCN−。[Ni(CN)4]−可以进一步配位2个氰基，形成[Ni(CN)6]3-。
与烷基二胺和其他金属离子结合，四氰合镍酸根离子可以形成可以容纳有机分子的笼结构，它是一种Hofmann-diam型包合物。
如果遇到强还原性试剂，如Yb2+，[Ni(CN)4]2−可以被还原为[Ni2(CN)6]2−，其中镍为+1价。